# Schloss Lagendal

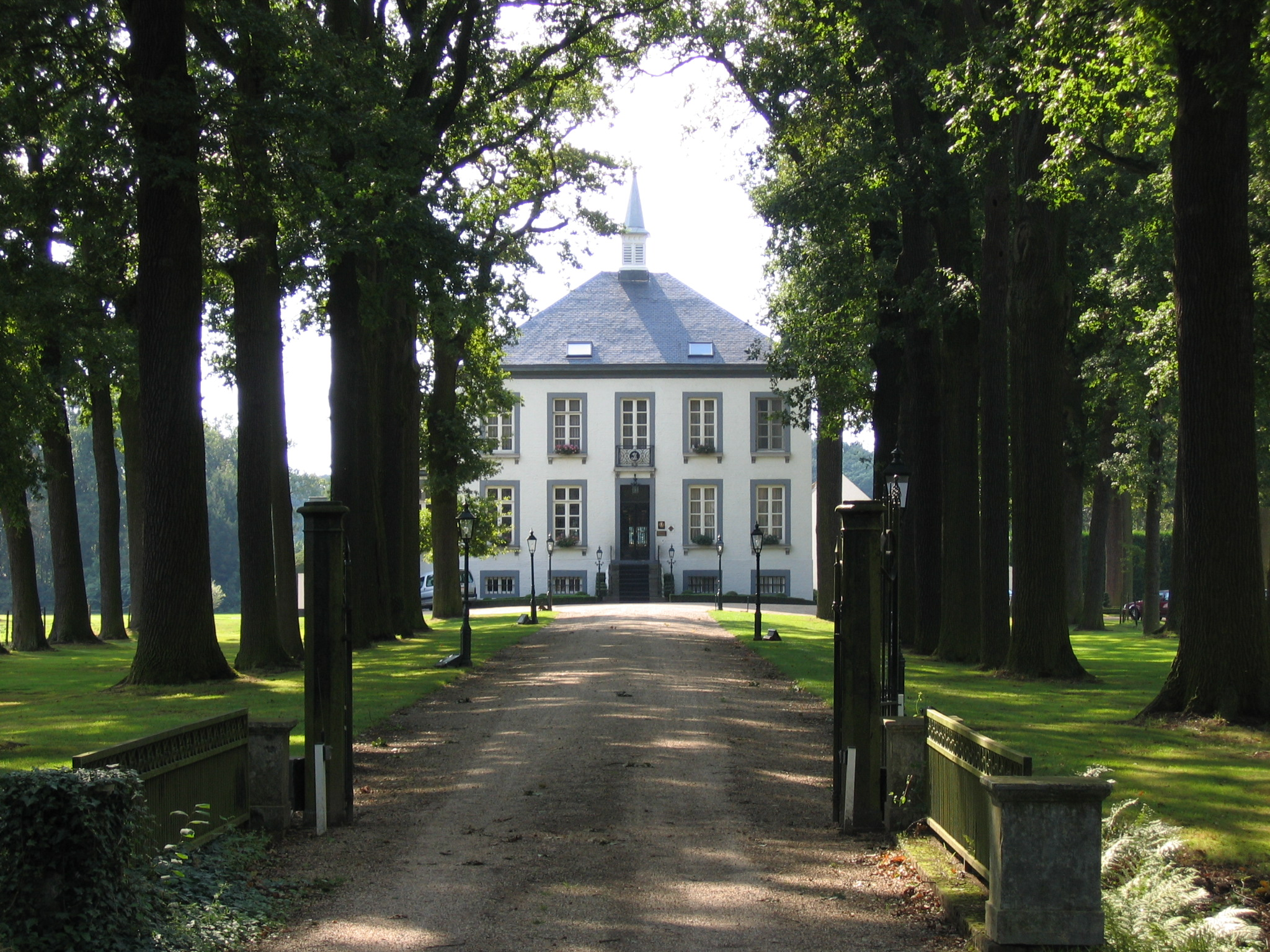
Kasteel Lagendal im 2004

Schloss Lagendal ist ein Schloss in Lummen in Belgien.
Das Schloss stammt aus dem Jahr 1850 und wurde im spätklassizistischen Stil als Jagdschloss für den reichen Genever-Brenner Paul Jacobs-Stellingwerff aus Hasselt gebaut. Das Schloss liegt an der niedrigsten Stelle der Gemeinde Lummen (Lagendal) und befindet sich im Besitz der Familie Chaumeton aus Paris. Bis 2006 war im Schloss ein vornehmes Restaurant eingerichtet (Saint-Paul). 
Koordinaten: 50° 58′ 34,5″ N, 5° 14′ 4,6″ O